# Епарон (Вар)
Епарон (фр. Esparron) насеље је и општина у Француској у региону Прованса-Алпи-Азурна обала, у департману Вар која припада префектури Брињол.
По подацима из 2011. године у општини је живело 334 становника, а густина насељености је износила 11,12 становника/km². Општина се простире на површини од 30,04 km². Налази се на средњој надморској висини од 480 метара (максималној 641 m, а минималној 327 m).

## Демографија
| 1962. | 1968. | 1975. | 1982. | 1990. | 1999. | 2011. |
| ----- | ----- | ----- | ----- | ----- | ----- | ----- |
| 203   | 204   | 159   | 192   | 175   | 183   | 334   |

График промене броја становника у току последњих година